# Purple Rain
A Purple Rain Prince (és a The Revolution együttes) hatodik stúdióalbuma, dal (az album címadó dala), valamint musical.
Az album nagy része grandiózusabb, szintetizátorkkal telített és pszichedelikus produceri munkát és zenei oldalát tekintve. A Purple Rain zenéje volt a legközelebb a pophoz, amit Prince karrierjében készített. A "When Doves Cry" videóklipje kisebb botrányt okozott, mert úgy gondolták a témája és kivitelezése túl szexuális volt. A "Darling Nikki" dalszövegei vezettek a Tipper Gore (Al Gore amerikai alelnök felesége) által javasolt "Parental Advisory" matricák bevezetéséhez, amely a mai napig jelöli a gyermekeknek nem megfelelő szöveggel rendelkező albumokat.
A Purple Rain Prince első albuma lett, amely elérte a. Billboard 200 első helyét és 24 hetet töltött egy huzamban ezen pozícióban. Összesen 122 hetet töltött el a slágerlistán. A "When Doves Cry" és a "Let's Go Crazy" első helyig jutottak a Billboard Hot 100-on, míg a "Purple Rain" második, az "I Would Die 4 U" pedig nyolcadik lett. 1996 májusában az album tizenháromszoros platina minősítést kapott az Amerikai Hanglemezgyártók Szövetségétől (RIAA). Világszerte 25 millió példányt adtak el az albumból, amellyel minden idők egyik legsikeresebb albuma. Prince és a The Revolution Grammy-díjat kapott az albumért a "Best Rock Vocal Performance by a Duo or Group with Vocal" és a "Best Score Soundtrack" kategóriákban, míg Prince nyert egy Oscar-díjat a "Legjobb eredeti filmzene" kategóriában.
Zenei kritikusok méltatták az albumot, hogy innovatív volt filmzenéket tekintve, például a basszust teljesen kihagyó "When Doves Cry". A Purple Rain gyakran szerepel minden idők legjobb albumai között. A Rolling Stone 8. helyezést adott neki a Minden idők 500 legjobb albuma listáján. Szerepel az 1001 lemez, amit hallanod kell, mielőtt meghalsz című könyvben. A Grammy Hall of Fame és az amerikai kongresszusi könyvtár része, mert "kulturálisan, történelmileg vagy esztétikailag fontos".

## Háttér
Prince korábbi albumai ugyan nagyrészt mind szólófelvételek voltak, a Purple Rain-en a teljese együttese (The Revolution - Matt Fink, Bobby Z., Lisa Coleman, Wendy Melvoin, Brown Mark) meg van nevezve, mint közreműködő (producer, hangszerelés, dalszerzés, felvételek). A 1999 album borítóján már szerepel az "and the Revolution" felirat, hátulról előre. A Purple Rain felvételei 1983 augusztusa és 1984 márciusa között zajlottak a "Baby, I'm a Star" kivételével, amely 1981 decemberében készült. Az album utolsó három dala ("I Would Die 4 U", "Baby I'm A Star", "Purple Rain") 1983-ban lettek felvéve a First Avenue (Minneapolis) klubban, élőben. Ezzel ez lett az első Prince album, amelyen szerepelnek élő felvételek.
A "Purple Rain" jelentését tekintve Mikel Toombs (The San Diego Union) és Bob Kostanczuk (Post-Tribune) is azt írta, hogy Prince a cím ötletét az America együttes "Ventura Highway" dalából vette. Ezen dalban a "purple rain" jelentését Gerry Beckley, az együttes énekese nem tudta megmagyarázni. Prince viszont a következőként magyarázta el: "Amikor vörös az ég - piros + kék = lila... a lila eső a világ végét jeleníti meg és azt, hogy azzal vagy, akit szeretsz és engeded, hogy a hited vezessen át a lila esőn." A "Purple Rain"-t a zenész eredetileg Stevie Nicksszel való country-közreműködésnek szánta. Nicks azt mondta, hogy kapott egy 10 perces instrumentális verziót a dalból azzal a kéréssel, hogy írja meg a dalszöveget, de nem érezte, hogy ezt tudná teljesíteni. "Meghallgattam és megijedtem. Visszahívtam és azt mondtam neki 'Nem tudom megcsinálni. Szeretném, de nekem túl sok.'" Próbák alatt Prince megkérte az együttest, hogy próbálják ki a dalt, mielőtt aznap hazamennek. Lisa Coleman (a The Revolution tagja) szerint Prince megváltoztatta a dalt, mikor Wendy Melvoin elkezdte gitározni azt: "Izgatott volt, hogy hallja máshogy is. Kivette ebből a country-dal érzésből. Ez után mind elkezdtünk játszani és komolyabban venni. Hat órán keresztül játszottuk egyhuzamban és a nap végére majdnem teljesen kész volt."
A "Take Me With U"-t Prince az Apollonia 6 Apollonia 6 (1984) albumára írta, de később a Purple Rainre helyezte. Emiatt meg kellett vágni a "Computer Blue" dalt, amelynek eredeti, hosszú verziója soha nem jelent meg, bár egy részlete hallható a dal második részének a filmben. A "Darling Nikki" dalszövegei vezettek a Tipper Gore (Al Gore amerikai alelnök felesége) által javasolt "Parental Advisory" matricák bevezetéséhez, amely a mai napig jelöli a gyermekeknek nem megfelelő szöveggel rendelkező albumokat.
Prince írta és szerezte a "When Doves Cry" kislemezt, miután az összes többi dal már készen állt az albumon. Az ének mellett ő játszotta az összes hangszert is a dalon. Az szám nem szerepel basszusgitár, amely szokatlan volt a 1980-as évek pop dalaihoz képest. Prince azt mondta, hogy eredetileg szerepelt volna rajta basszus, de végül Jill Jonesszal abban egyezett meg, hogy úgy az túl hagyományos volt.

## Kompozíció
Mint Prince korábbi albumai, a Purple Rainen is ő írta a dalok túlnyomó részét. Sokkal teljesebb volt a korábbi munkáihoz képest, több gitárjáték volt rajta, szintetizátor effektusok, dobok és a teljes együttes munkálataira támaszkodott. Mint egy filmzenei album, grandiózus, szintetizátorokkal teli, pszichedelikus hangzása volt az albumnak. A Purple Rain zenéje volt a legközelebb a pophoz, amit Prince karrierjében készített. Apollonia (az Apollonia 6 együttes tagja) azt mondta, hogy miután először látta a filmet odament Prince-hez és azt mondta neki "Ugye tudod, hogy kapni fogsz egy Oscart ezért a filmért - nem a színészkedésért, hanem a zenéért."
Doctor Fink (a The Revolution tagja) 2009-ben a következőt mondta a PopMatters-nek: "Egy nagyon kreatív időszak volt... Nagyon sok befolyása volt az együttes tagjainak Prince munkájára. Mindig nyitott volt bárki felé, aki kreatívan hozzá akart járulni az írói folyamathoz... De ő volt a fő dalszerző az összes dalhoz... Illetve soha nem fogadott be semmilyen dalszövegajánlást." Melvoin elmondta a Mojo-nak 1997-ben, hogy az együttes tagjaira Prince mind egyenlőként tekintett, tisztelte őket és engedte, hogy hozzájáruljanak a zenéhez. Azt is megemlítette, hogy az lehetett a különbség korábbi közreműködőitől, hogy mindenki képes volt kiadni ötleteit anélkül, hogy kisajátította volna azokat.
A teljes együttes öt dalön szerepel. A "Let’s Go Crazy"-n, a "Computer Blue"-n, az "I Would Die 4 U"-n, a "Baby I'm A Star"-on és a "Purple Rain"-en. A dalok hátralévő része Prince-szóló, kivéve a "Take Me With U", amelyen Apollonia szintén énekel. A "Take Me With U"-n, a "Baby I'm A Star"-on, és a "Purple Rain"-en Novi Novog játszik brácsát, illetve David Coleman és Suzie Katayama csellót.

## Kiadás
Az Egyesült Államokban a Purple Rain 11. helyen debütált a Billboard 200-on és négy hét alatt érte el az elsőt, 1984. augusztus 4-én. Az album 24 egymást követő hetet töltött első helyen, több mint 32 hetet a legjobb tízben, amellyel minden idők egyik legsikeresebb filmzenei albuma lett. Princenek ezzel egy időben volt első helyezett albuma, kislemeze és filmje az Egyesült Államokban, amellyel csatlakozott Elvis Presleyhez és a The Beatleshöz. 1984-ben és 1985-ben kétszer váltott helyet Bruce Springsteen Born in the U.S.A. albumával. A Purple Rain 122 hetet töltött a Billboard 200-on. 1996-ra az albumból több, mint 13 millió példány kelt el, amely tizenháromszoros platina minősítést jelentett az Amerikai Hanglemezgyártók Szövetségétől (RIAA).
Az Egyesült Királyságban a Purple Rain 21. helyen lépett be a UK Albums Chartra és 35 hét után érte el legmagasabb, hetedik pozícióját. Összességében 86 hetet töltött a listán. A Brit Hanglemezgyártók Szövetségétől kétszeres platina minősítést kapott 1990-ben 600 ezer eladott példány után. 1988-ra több, mint 17 millió darab kelt el a Purple Rainből, amellyel az 1980-as évek egyik legsikeresebb albuma lett. 2008-as adatok alapján az albumból nagyjából 25 millió példány kelt el világszerte. Platinalemez Ausztráliában, Kanadában és Új-Zélandon is.

### Deluxe és Deluxe Expanded kiadások
Az albumot újra kiadták 2017. június 23-án. Az első Prince album volt, amit újradolgoztak és újra megjelentettek. A Deluxe verzió 20 számot tartalmaz, míg a Deluxe Expanded 35-öt és egy DVD-t az 1985-ös Purple Rain turnéról. Az album negyedik helyen debütált a Billboard 200-on és 52 ezer példány kelt el belőle az első héten. Harmadik helyet szerezte meg a Top R&B/Hip-Hop Albumok slágerlistán. 32 év után ez volt a legmagasabb helyezése az albumnak. Első helyen debütált a Top R&B Albumok és a Vinyl Albumok slágerlistákon is.

## Promóció

### Turné
A Purple Rain Tour Detroitban kezdődött meg 1984 novemberében. Prince és a The Revolution mellett fellépett a turnén az Apollonia 6 és Sheila E. is. A turnét a "Let’s Go Crazy"-vel nyitották meg. Három kislemezt is eljátszottak a 1999-ról (1982): a "Delirious"-t, a "1999"-t és a "Little Red Corvette"-et. A "Yankee Doodle" instrumentális változata követte ezeket, majd a "Free", amelyek után gyakran eljátszották a "God"-ot, amelyet a "Computer Blue", a "Darling Nikki", a "The Beautiful Ones" és a "When Doves Cry" követett. A koncerteket általában az "I Would Die 4 U", a "Baby I'm a Star" és a "Purple Rain" zárták. A turné 98 helyszínt tartalmazott és 1.7 millió jegyet adtak el ezen koncertekre (koncertenként ez 18 ezer nézővel egyenlő). A Miami Orange Bowl-ban volt a turné utolsó koncertje 55 ezer ember előtt. Prince a következő mondatokkal zárta a koncertet: "Most mennem kell. Nem tudom mikor térek vissza, Szeretném, hogy tudjátok, hogy Isten szeret titeket. Mindannyiunkat szereti." Két héttel a turné befejezése után megjelentette az Around the World in a Day (1985) albumát, amellyel lezárult a Purple Rain-éra. A Rolling Stone szerint a turné sok szempontból úttörő volt. Nagyon kidolgozott fellépések voltak, gyakori Bruce Springsteen-, és Madonna-megjelenésekkel, amellyel Prince bebetonozta magát a pop egyik legimpozánsabb, legkiemelkedőbb alakjaként.

### Kislemezek
A Purple Rain első kislemeze a "When Doves Cry" volt, amely Prince legelső első helyezett dala volt a Billboard Hot 100-on, ahol öt hetet töltött. Első helyezett volt az 1984-es év végi Billboard Hot 100 listán. A dal videóklipje, amelyet Prince rendezett 1984 júniusában debütált az MTV-n.
A "Let’s Go Crazy" volt az album második kislemeze és Prince második első helyezett kislemeze volt.
A "Purple Rain" volt az album harmadik kislemeze és második helyet ért el a Billboard Hot 100-on.
Az "I Would Die 4 U" (Billboard Hot 100: 8.) és a "Take Me With U" szintén megjelentek kislemezként.
| Cím               | Slágerlisták | Slágerlisták | Slágerlisták | Slágerlisták | Slágerlisták |
| Cím               | US           | US R&B       | US Dance     | UK           | AUS          |
| ----------------- | ------------ | ------------ | ------------ | ------------ | ------------ |
| "When Doves Cry"  | 1            | 1            | –            | 4            | 1            |
| "Let’s Go Crazy"  | 1            | 1            | 1            | 7            | 10           |
| "Purple Rain"     | 2            | –            | –            | 8            | 41           |
| "I Would Die 4 U" | 8            | –            | –            | 58           | 96           |
| "Take Me With U"  | 25           | –            | –            | 7            | –            |

## Az album dalai

### Eredeti album
| 1. | Let’s Go Crazy     | Prince                                         | 4:39 |
| 2. | Take Me with U     | Prince                                         | 3:58 |
| 3. | The Beautiful Ones | Prince                                         | 5:17 |
| 4. | Computer Blue      | Prince, John L. Nelson, Wendy & Lisa, Dr. Fink | 3:56 |
| 5. | Darling Nikki      | Prince                                         | 4:13 |

| 1. | When Doves Cry  | Prince | 5:52 |
| 2. | I Would Die 4 U | Prince | 2:56 |
| 3. | Baby I'm a Star | Prince | 4:24 |
| 4. | Purple Rain     | Prince | 8:42 |

### Deluxe és Deluxe Expanded
| 1. | Let's Go Crazy     | Prince és The Revolution | 4:39 |
| 2. | Take Me with U     | Prince és The Revolution | 3:54 |
| 3. | The Beautiful Ones | Prince                   | 5:13 |
| 4. | Computer Blue      | Prince és The Revolution | 3:59 |
| 5. | Darling Nikki      | Prince                   | 4:14 |
| 6. | When Doves Cry     | Prince                   | 5:54 |
| 7. | I Would Die 4 U    | Prince és Revolution     | 2:49 |
| 8. | Baby I'm a Star    | Prince és The Revolution | 4:24 |
| 9. | Purple Rain        | Prince és The Revolution | 8:41 |

| 1.  | The Dance Electric                       | 11:29 |
| 2.  | Love and Sex                             | 5:00  |
| 3.  | Computer Blue ("Hallway Speech" Version) | 12:18 |
| 4.  | Electric Intercourse (Studio Version)    | 4:57  |
| 5.  | Our Destiny/Roadhouse Garden             | 6:25  |
| 6.  | Possessed (1984 Version)                 | 7:56  |
| 7.  | Wonderful Ass                            | 6:24  |
| 8.  | Velvet Kitty Cat                         | 2:42  |
| 9.  | Katrina's Paper Dolls                    | 3:30  |
| 10. | We Can Fuck                              | 10:17 |
| 11. | Father's Song                            | 5:30  |

| 1.  | When Doves Cry (7" Single Edit)                          | 3:48  |
| 2.  | 17 Days (B-Side Edit)                                    | 3:55  |
| 3.  | Let's Go Crazy (7" Single Edit)                          | 3:50  |
| 4.  | Let's Go Crazy (Special Dance Mix)                       | 7:35  |
| 5.  | Erotic City (7" B-side Edit)                             | 3:55  |
| 6.  | Erotic City ("Make Love Not War Erotic City Come Alive") | 7:24  |
| 7.  | Purple Rain (7" Single Edit)                             | 4:05  |
| 8.  | God (7" B-Side Edit)                                     | 4:03  |
| 9.  | God (Love Theme from Purple Rain) (Instrumental)         | 7:54  |
| 10. | Another Lonely Christmas (7" B-Side Edit)                | 4:54  |
| 11. | Another Lonely Christmas (Extended Version)              | 6:47  |
| 12. | I Would Die 4 U (7" Single Edit)                         | 2:58  |
| 13. | I Would Die 4 U (Extended Version)                       | 10:15 |
| 14. | Baby I'm a Star (7" B-Side Edit)                         | 2:55  |
| 15. | Take Me with U (7" Single Edit)                          | 3:44  |

| 1.  | Let's Go Crazy                    | 5:30  |
| 2.  | Delirious                         | 2:45  |
| 3.  | 1999                              | 4:15  |
| 4.  | Little Red Corvette               | 5:10  |
| 5.  | Take Me with U                    | 4:15  |
| 6.  | Do Me, Baby                       | 4:40  |
| 7.  | Irresistible Bitch                | 2:00  |
| 8.  | Possessed                         | 4:24  |
| 9.  | How Come U Don't Call Me Anymore? | 5:05  |
| 10. | Let's Pretend We're Married       | 4:15  |
| 11. | International Lover               | 1:00  |
| 12. | God                               | 8:30  |
| 13. | Computer Blue                     | 4:30  |
| 14. | Darling Nikki                     | 4:00  |
| 15. | The Beautiful Ones                | 7:30  |
| 16. | When Doves Cry                    | 8:15  |
| 17. | I Would Die 4 U                   | 3:50  |
| 18. | Baby I'm a Star                   | 10:00 |
| 19. | Purple Rain                       | 18:24 |

## Díjak
2x Grammy-díj (1985)
- „Legjobb zenekari énekes rock előadás” díja (Best Rock Vocal Performance by a Duo or Group)
- Legjobb eredeti filmzene díja (Best Album of Original Score Written for a Motion Picture or TV Special)

Oscar-díj (1985):
- Bíboreső (film) - Legjobb eredeti dalokból álló filmzene.

## Közreműködők
- Prince – gitár, basszusgitár, billentyű, zongora, vokál, további hangszerek
- Brown Mark – basszusgitár, vokál
- Lisa Coleman – billentyű, zongora, szitár, vokál
- Wendy Melvoin – gitár, vokál
- Dr. Fink – billentyű, orgona, vokál
- Bobby Z. – dob, ütősök
- David Coleman – cselló
- Suzie Katayama – cselló
- Novi Novog – brácsa, hegedű

## Slágerlisták
| Slágerlista (1984-85)                  | Legmagasabb pozíció |
| -------------------------------------- | ------------------- |
| Ausztrália (Kent Music Report)         | 1                   |
| Canada Top Albums/CDs (RPM)            | 1                   |
| Francia Albumok (SNEP)                 | 8                   |
| Holland Albumok (Album Top 100)        | 1                   |
| Német Albumok (Offizielle Top 100)     | 5                   |
| Japanese Oricon LPs Chart              | 12                  |
| Norvég Albumok (VG-lista)              | 4                   |
| Osztrák Albumok (Ö3 Austria)           | 8                   |
| Svájci Albumok (Schweizer Hitparade)   | 7                   |
| Svéd Albumok (Sverigetopplistan)       | 3                   |
| UK Albums (OCC)                        | 7                   |
| US Billboard 200                       | 1                   |
| US Top R&B/Hip-Hop Albums (Billboard)  | 1                   |
| Új-Zéland-i Albumok (RMNZ)             | 2                   |
| Zimbabwei Albumok (ZIMA)               | 1                   |
| Slágerlista (2016)                     | Legmagasabb pozíció |
| Ausztrál Albumok (ARIA)                | 5                   |
| Finn Albumok (Suomen virallinen lista) | 36                  |
| Olasz Albumok (FIMI)                   | 42                  |
| UK Albums (OCC)                        | 4                   |
| US Billboard 200                       | 2                   |
| Slágerlista (2017)                     | Legmagasabb pozíció |
| Belga Albumok (Ultratop Flanders)      | 4                   |
| Belga Albumok (Ultratop Wallonia)      | 13                  |
| Francia Albumok (SNEP)                 | 32                  |
| Holland Albumok                        | 3                   |
| Olasz Albumok (FIMI)                   | 13                  |
| Osztrák Albumok (Ö3 Austria)           | 9                   |
| Portugál Albumok (AFP)                 | 22                  |
| Spanyol Albumok (PROMUSICAE)           | 13                  |
| UK Albums (OCC)                        | 7                   |
| US Billboard 200                       | 4                   |

| Év   | Slágerlista/Régió       | Legmagasabb pozíció |
| ---- | ----------------------- | ------------------- |
| 1984 | Ausztrália              | 13                  |
| 1984 | Franciaország           | 53                  |
| 1984 | Hollandia               | 5                   |
| 1984 | Kanada                  | 2                   |
| 1984 | UK Albums Chart         | 43                  |
| 1984 | US Billboard Pop Albums | 24                  |
| 1985 | Hollandia               | 48                  |
| 1985 | Kanada                  | 41                  |
| 1985 | UK Albums Chart         | 60                  |
| 1985 | US Billboard Pop Albums | 9                   |
| 2016 | US Billboard 200        | 55                  |

## Minősítések
| Régió                      | Minősítés   | Példányszám | For.   |
| -------------------------- | ----------- | ----------- | ------ |
| Ausztrália (ARIA)          | 3x Platina  | 210,000     | [ 64 ] |
| Ausztria (IFPI Austria)    | Arany       | 25,000      | [ 65 ] |
| Egyesült Királyság (BPI)   | 2× Platina  | 600,000     |        |
| Egyesült Államok (RIAA)    | 13× Platina | 13,000,000  | [ 66 ] |
| Franciaország (SNEP)       | Platina     | 338,600     | [ 67 ] |
| Hollandia (NVPI)           | Platina     | 100,000     | [ 68 ] |
| Kanada (Music Canada)      | 6× Platina  | 600,000     | [ 69 ] |
| Németország (BVMI)         | 3× Arany    | 750,000     | [ 70 ] |
| Spanyolország (PROMUSICAE) | Arany       | 50,000      | [ 71 ] |
| Svájc (IFPI Switzerland)   | Platina     | 50,000      | [ 72 ] |
| Japán                      | —           | 197,000     | [ 32 ] |
| Új-Zéland (RMNZ)           | 5× Platina  | 75,000      | [ 24 ] |

## Purple Rain (film)
A Purple Rain 1984-ben készült amerikai rockmusical filmdráma, mely Prince azonos című zenei albumával egy időben készült és került bemutatásra. Magyarországon nem került a mozikba, DVD-n Bíboreső címmel jelent meg.

## Külső hivatkozások
- Purple Rain album dalszövegei angolul dtt-lyrics
- Miről szól a Purple Rain? Prince dalszövegek és értelmezésük magyarul a Princeguru-n
- Dalelemzések (angol) Music-Nerd